# Henk Hoogerduijn Strating
Henk Hoogerduijn Strating (Winschoten, 12 januari 1930 - aldaar, 18 juli 2019) was een Nederlands ondernemer, bestuurder en auteur. Hij was van 1956 tot 1993 directeur van Steenindustrie Strating in Oude Pekela.

## Biografie
Henk Strating werd in 1930 geboren als zoon van steenfabrikant Geert Jan André Strating. Op latere leeftijd voegde hij de achternaam van zijn moeder, Mattie Hoogerduijn, bij zijn eigen achternaam, waarmee zijn familienaam Hoogerduijn Strating werd.
Hoogerduijn Strating ging als vierde generatie aan de slag in het familiebedrijf en werd in 1956 mede-eigenaar van de fabrieken in Oude Pekela en Winschoten. In 1960 overleed zijn vader en stond hij er alleen voor. Omdat uitbreiding in Winschoten niet mogelijk was en in Oude Pekela wel, besloot Hoogerduijn Strating in 1967 de fabriek in Winschoten te sluiten en zich volledig te richten op de vestiging in Oude Pekela. Daar kreeg hij in 1969 te maken met stakend personeel en CPN-voorman Fré Meis. Datzelfde jaar werd er begonnen aan een grote uitbreiding en modernisering van de fabriek in Oude Pekela. Er kwam een nieuwe vlamoven ter waarde van anderhalf miljoen gulden, een grote opslagloods voor 10.000 ton klei en 24 extra droogkamers. In 1983 stelde Hoogerduijn Strating met bedrijfshistoricus Joke Mooij het boek  Gevormd door de tijd samen, over honderd jaar steenfabriek Strating.
Van 1974 tot 1984 was Hoogerduijn Strating president-commissaris van de in 1973 door Kappa opgerichte kartonfabriek OKTO in Winschoten. Tussen 1974 en 1976 werd de fabriek gebouwd en vanaf 1974 participeerde ook de NOM in OKTO, op aandringen van minister G. van Aardenne van Economische Zaken. Door verschillende omstandigheden kwam het project niet van de grond en werd de fabriek in 1980 buiten werking gesteld. Ondanks het streven tot heropening, waar Hoogerduijn Strating zich jarenlang hard voor maakte, werd in 1984 definitief besloten de fabriek te sluiten. 250 mensen verloren hun baan en de schade voor de NOM  bedroeg ongeveer 100 miljoen gulden.
Naast het ondernemerschap was Hoogerduijn Strating ook zeer actief als bestuurder in de regio. Zo werd hij in 1964 bestuurslid van de Kamer van Koophandel en Fabrieken voor Oost-Groningen en de Veenkoloniën (later de afdeling Veendam), om er in 1977 voorzitter te worden. Voor zijn tienjarig jubileum werd hij in 1987 geridderd tot ridder in de Orde van Oranje Nassau. Vanaf begin jaren zeventig was Hoogerduijn Strating ook een aantal jaar raadslid van Winschoten namens de VVD, een deel daarvan ook als fractievoorzitter. In de jaren tachtig volgende een periode als bestuurder binnen de afdeling Noord-Nederland van werkgeversorganisaties VNO. In deze functie had hij in 1981 een aanvaring met staatssecretaris Hedy d’Ancona, over het onderwerp vrouwenemancipatie op de werkvloer.
Ook op landelijk vlak was Hoogerduijn Strating bestuurlijk actief. Als voorzitter van het Koninklijk Verbond van Nederlandse Baksteenfabrikanten (KNB) was hij tussen 1983 en 1986 betrokken bij de sanering in de Nederlandse baksteenindustrie. In 1993 werd hij voorzitter van de Kamer van Koophandel en Fabrieken voor Groningen. In zijn jaar als voorzitter was Hoogerduijn Strating betrokken bij de integratie van de Kamers van Groningen en Veendam tot één Kamer voor de provincie Groningen. In 1994 ging hij met pensioen, zijn zoons Geert Jan en Marten hadden toen de leiding over de steenfabriek al overgenomen.
Na zijn pensionering schreef Hoogerduijn Strating een tweetal boeken over de bezetting en bevrijding van Winschoten en omstreken. Ook was hij in 2000 en 2010 betrokken bij de totstandkoming van twee oorlogsmonumenten, respectievelijk in Winschoten (Monument voor de Belgische Special Air Service aan de Beersterweg) en Oude Pekela (het door Marten Grupstra gemaakte Bevrijdingsmonument aan de Raadhuislaan).
Henk Hoogerduijn Strating overleed op 18 juli 2019 in Winschoten en werd 89 jaar.